# Sós Pál
Sós Pál, Schön (Nagyvárad, 1907. szeptember 9. – Budapest, 1975. június 14.) orvos, orvos-ezredes.

## Élete
Schön Éliás kereskedő és Moskovits Szeréna (Záli) fia. Tanulmányait Párizsban kezdte, majd Modenában és Bolognában tanult és végül 1931-ben a Nápolyi Egyetem Orvostudományi karán szerezte meg orvosi oklevelét. 1932 és 1941 között a moszkvai I. számú Orvosi Intézet munkatársa volt. 1941-ben a Szovjetunió Kommunista Pártjának tagja lett és alezredesi rangban katonaorvos a Vörös Hadseregben. 1949-ben leszerelt. 1949–1951-ben a Moszkvai Rádió magyar adásában dolgozott. 1951-ben hazatért, a Magyar Néphadsereg orvos-ezredese lett, illetve 1972-ig a Honvédelmi Minisztérium egészségügyi osztályának vezetője. Kidolgozta és bevezette a katonai alkalmassági minősítés rendszerét. Halálát tüdőrák okozta.
Felesége Puchlimszkája Natália volt, akit 1937-ben Moszkvában vett nőül.

## Díjai, elismerései
- Az 1941–1945-ös Nagy Honvédő Háborúban aratott győzelem huszadik évfordulójára emlékérem (1970)
- Vörös Csillag Érdemrend (1970)[4]